# Centrolene
Centrolene è un genere di rane di vetro della famiglia Centrolenidae.
 I maschi adulti sono caratterizzati dalla presenza della spina omerale, come la maggior parte dei membri di questa famiglia. La delimitazione di questo genere rispetto al genere Cochranella non è perfettamente risolta, e alcune specie inizialmente classificate come Centrolenella — che ora è considerato sinonimo di Centrolene — sono state collocate ora in Hyalinobatrachium.
Il genere è noto come rane di vetro giganti. Ma la definizione è puramente relative al resto della famiglia, che contiene numerose specie di dimensioni estremamente ridotte.

## Specie
Il genere contiene 24 specie:
- Centrolene altitudinale (Rivero, 1968)
- Centrolene antioquiense (Noble, 1920)
- Centrolene ballux (Duellman and Burrowes, 1989)
- Centrolene buckleyi (Boulenger, 1882)
- Centrolene charapita (Twomey, Delia & Castroviejo-Fisher, 2014)
- Centrolene condor (Cisneros-Heredia and Morales-Mite, 2008)
- Centrolene daidaleum (Ruiz-Carranza and Lynch, 1991)
- Centrolene geckoideum (Jiménez de la Espada, 1872)
- Centrolene heloderma (Duellman, 1981)
- Centrolene hesperium (Cadle and McDiarmid, 1990)
- Centrolene huilense (Ruiz-Carranza and Lynch, 1995)
- Centrolene hybrida (Ruiz-Carranza and Lynch, 1991)
- Centrolene lemniscatum (Duellman and Schulte, 1993)
- Centrolene lynchi (Duellman, 1980)
- Centrolene muelleri (Duellman and Schulte, 1993)
- Centrolene notostictum (Ruiz-Carranza and Lynch, 1991)
- Centrolene paezorum (Ruiz-Carranza, Hernández-Camacho, and Ardila-Robayo, 1986)
- Centrolene peristictum (Lynch and Duellman, 1973)
- Centrolene pipilatum (Lynch and Duellman, 1973)
- Centrolene sabini (Catenazzi, Von May, Lehr, Gagliardi-Urrutia, and Guayasamin, 2012)
- Centrolene sanchezi (Ruiz-Carranza and Lynch, 1991)
- Centrolene savagei (Ruiz-Carranza and Lynch, 1991)
- Centrolene solitaria (Ruiz-Carranza and Lynch, 1991)
- Centrolene venezuelense (Rivero, 1968)